# Людингхаузен (город)
Людингхаузен (нем. Lüdinghausen) — город в Германии, в земле Северный Рейн-Вестфалия.
Подчинён административному округу Мюнстер. Входит в состав района Косфельд. Население составляет 24 195 человек (на 31 декабря 2010 года). Занимает площадь 140,31 км². Официальный код — 05 5 58 024.
Город подразделяется на 2 городских района.

## Культура и достопримечательности

### Памятники архитектуры
Из достопримечательностей города можно отметить три замка на воде: 
- Вольфсберг
- Людингхаузен. В замке есть выставочные залы, где часто демонстрируются работы начинающих художников. Замок также является местом проведения различных спектаклей и культурных мероприятий.
- Замок Фишеринг. В замке находятся выставочные залы, принадлежащие району Косфельд, которые временно используются различными художниками. Например, в 2018 году были показаны работы Леона Лёвентраута. В главном здании замка находится постоянная культурно-историческая экспозиция, освещающая историю замка Фишеринг с момента его основания в 1271 году до наших дней. Представлен также замковый и дворцовый ландшафт Мюнстерланда.

Из других памятников архитектуры выделяются:
- Католическая приходская церковь Св. Фелицаты (названа в честь святой Фелицаты)
- Протестантская приходская церковь. Неоготическое здание с западной башней, освящено в 1859 году.
- Ратуша (так называемый Борг), кирпичное здание с центральным ризалитом, построенное в стиле классицизма 1844–1845 годах как городской суд, окружной суд и ратуша одновременно.
- Хакехаус, бывшая богадельня на Вольфсбергерштрассе. Фахверковое здание 1648 года постройки, перестроенное в 1930-х годах, сегодня в нем находится студенческое кафе и комнаты для молодёжных групп.
- Усадьба Грубе по адресу Tetekum 39 (к югу от центра города) — старейшее сохранившееся сооружение в Вестфалии. Название впервые упомянутое в документе 1339 года. Сердцем комплекса является главное здание длиной 32 метра, представляющее собой фахверк с четырёхстоечной конструкцией. Согласно научным исследованиям, лес для этого здания был заготовлен в 1517 году. Это здание является старейшим известным зданием с четырьмя столбами в Вестфалии.[2][3]

## Галерея

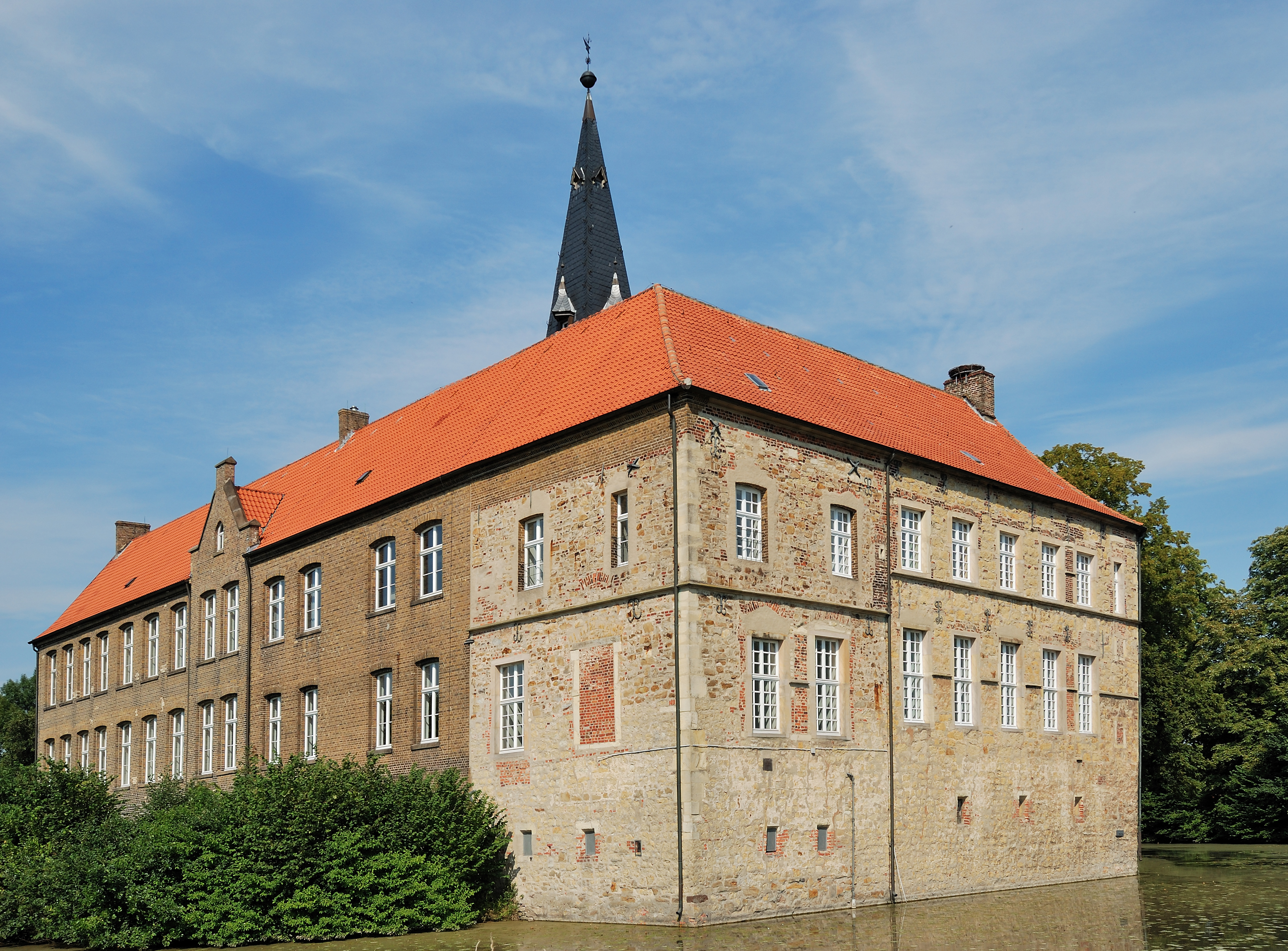
Замок Людингхаузен
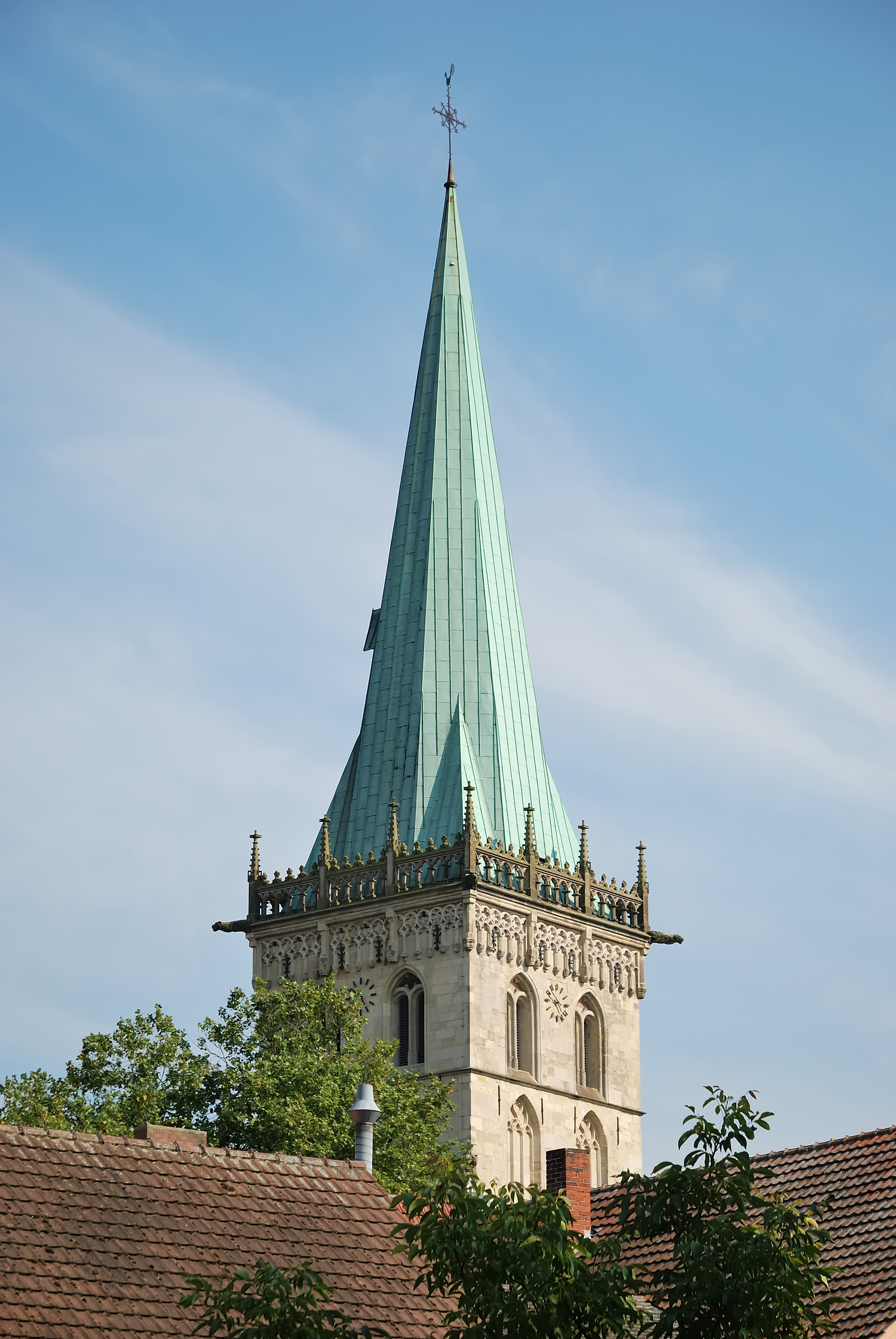
Башня церкви Св. Фелицаты
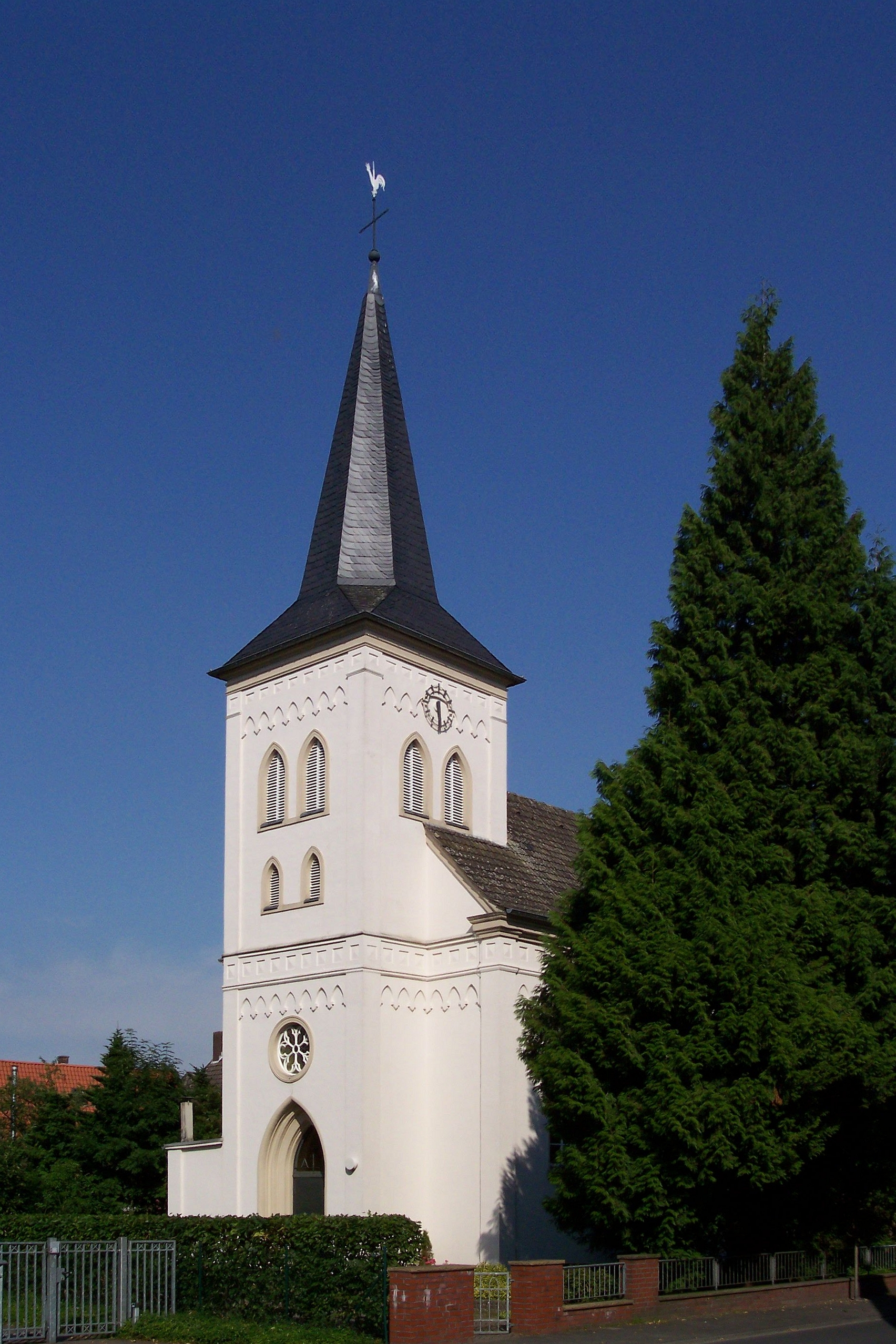
Евангелическая церковь в Людингхаузене
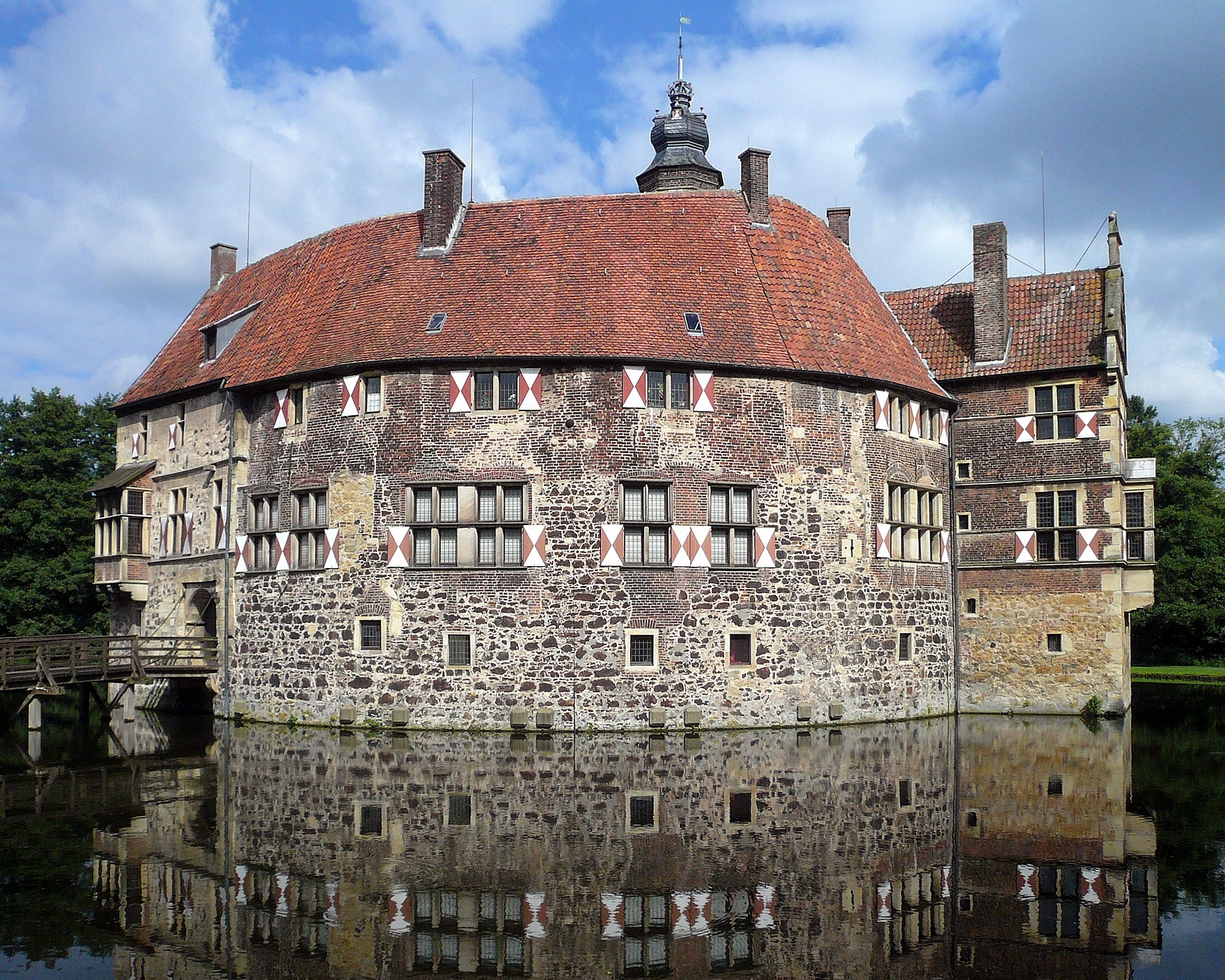
Замок Фишеринг
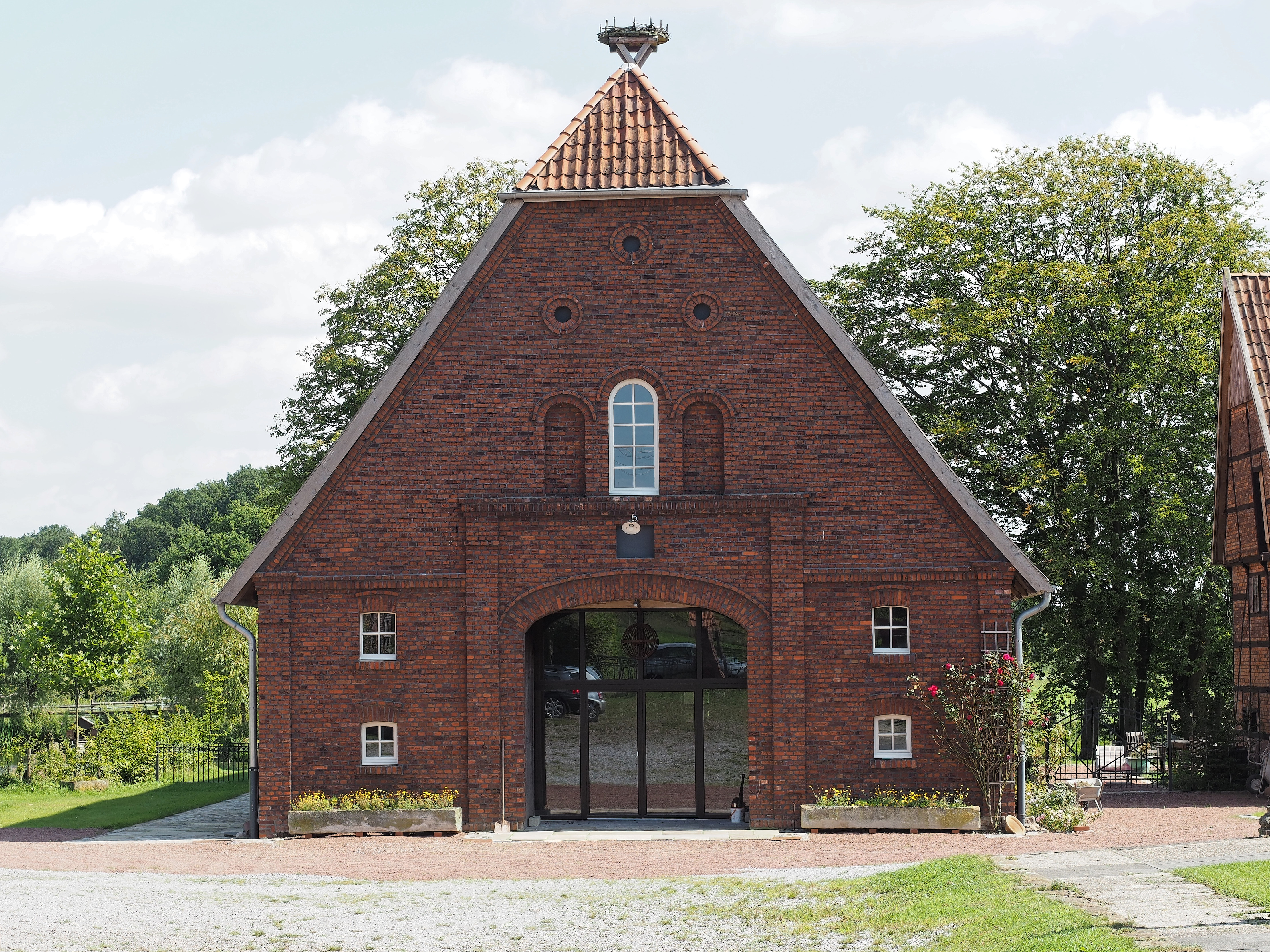
Усадьба Грубе